# Vassal
Vassal ist eine Gemeinde (Freguesia) im portugiesischen Kreis Valpaços. In ihr leben etwa 395 Einwohner (Stand 19. April 2021).